# Callicebus bernhardi
Callicebus bernhardi là một loài động vật có vú trong họ Pitheciidae, bộ Linh trưởng. Loài này được van Roosmalen, van Roosmalen & Mittermeier mô tả năm 2002.

## Hình ảnh

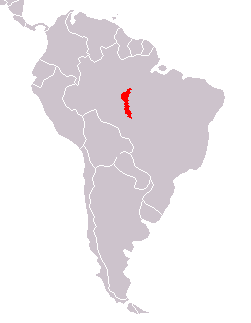
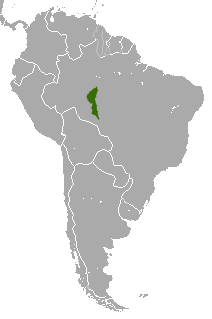